# Стой (Боржава)
Стой (другое название — Стий) — высочайшая вершина массива Боржава (1681 метр), лежит на южном отроге массива в пределах Закарпатской области (Украина). Западные склоны — крутые, в нижней части покрыты буковыми первобытными лесами (в которых также встречается граб), с одиночными деревьями ели и пихты, выше полосы лесов — значительные площади черничников. Южные и восточные склоны более пологие, покрыты участками лугов — горными долинами с травостоем из щучника дернистого и белоуса, а также обрывы, покрытые криволесьем. На западных склонах — заказник государственного значения Росошанский. Северные склоны спадают крутыми скалистыми обрывами, здесь произрастает ряд редчайших растений, занесенных в Красную книгу Украины: сосна кедровая, желтозелье карпатское, наскальница лежачая, камнеломка моховидная и другие.